# Chapman-Gletscher (Palmerland)
Der Chapman-Gletscher ist ein 18 km langer und bis zu 16 km breiter Gletscher an der Rymill-Küste des Palmerlands auf der Antarktischen Halbinsel. Er fließt vom Dyer-Plateau in westlicher Richtung zum George-VI-Sund, den er südlich des Carse Point erreicht. An seiner Mündung beträgt seine Breite 5 km.
Erste Vermessungen des Gletschers nahmen 1936 Teilnehmer der British Graham Land Expedition (1934–1937) unter der Leitung des australischen Polarforschers John Rymill vor. Das UK Antarctic Place-Names Committee benannte ihn 1954 nach dem britischen Bergsteiger und Arktisforscher Frederick Spencer Chapman (1907–1971), welcher 1934 Rymills Expedition 64 Grönlandhunde besorgte.